# Paul McDonald (sciatore)
Paul McDonald (25 giugno 1984) è un ex sciatore alpino statunitense.

## Biografia
Slalomista puro originario di a Bellevue e attivo in gare FIS dal dicembre del 1999, McDonald esordì in Nor-Am Cup il 15 novembre 2001 a Loveland e in Coppa del Mondo il 5 dicembre 2004 a Beaver Creek, in entrambi i casi senza qualificarsi per la seconda manche. In Nor-Am Cup conquistò tre podi: il primo il 5 gennaio 2005 a Sunday River (3º) e l'ultimo, la sua unica vittoria, l'8 gennaio 2009 nella medesima località.
Prese per l'ultima volta il via in Coppa del Mondo il 6 gennaio 2010 a Zagabria Sljeme, senza completare la gara (non portò a termine nessuna delle 13 prove nel massimo circuito cui prese parte) e al termine di quella stessa stagione 2009-2010 abbandonò le competizioni di massimo livello, pur continuando a prendere parte a gare minori fino al definitivo ritiro avvenuto in occasione di uno slalom speciale FIS disputato il 20 marzo 2011 a Crystal Mountain e chiuso da McDonald al 2º posto. In carriera non prese parte a rassegne olimpiche o iridate.

## Palmarès

### Coppa Europa
- Miglior piazzamento in classifica generale: 106º nel 2008
- 1 podio:
  - 1 secondo posto

### Nor-Am Cup
- Miglior piazzamento in classifica generale: 15º nel 2005
- 3 podi:
  - 1 vittoria
  - 1 secondo posto
  - 1 terzo posto

#### Nor-Am Cup - vittorie
| Data           | Località     | Paese       | Specialità |
| -------------- | ------------ | ----------- | ---------- |
| 8 gennaio 2009 | Sunday River | Stati Uniti | SL         |

Legenda:

SL = slalom speciale